# 3775 Ellenbeth
3775 Ellenbeth è un asteroide della fascia principale. Scoperto nel 1931, presenta un'orbita caratterizzata da un semiasse maggiore pari a 2,7869152 UA e da un'eccentricità di 0,2317943, inclinata di 8,25325° rispetto all'eclittica.
L'asteroide è dedicato a Ellen Elizabeth Willoughby, nipote dello scopritore.